# Smutné sedlo
Smutné sedlo (1963 m n. m.) leží v hřebeni Západních Tater.
Nad sedlem se nachází z jedné strany vrch Plačlivé, který dosahuje nadmořské výšky 2125 m, a z druhé strany vrchy Tri kopy.